# ۲۷ ژوئیه
۲۷ ژوئیه دویست و هشتمین (در سال‌های کبیسه دویست و نهمین) روز سال در گاه‌شماری میلادی است. ۱۵۷ روز تا پایان سال باقی‌است.

## رویدادها
- ۱۹۲۹ - کنوانسیون ۱۹۲۹ ژنو امضا شد.
- ۱۹۴۱ - جنگ جهانی دوم: نیروهای آلمانی در طی عملیات بارباروسا شهر تالین در استونی را به تصرف خود درآوردند.
- ۱۹۷۶ - در پی گروگانگیری چند فلسطینی در پرواز شماره ۱۳۹ خطوط هوایی فرانسه و انتقال آن به اوگاندا و حمایت ایدی امین، رئیس‌جمهور این کشور از آن‌ها، بریتانیا روابط دیپلماتیک خود با اوگاندا را قطع کرد.
- ۱۹۹۰ - آغاز کودتای ناموفق گروه جماعت‌المسلمین در ترینیداد و توباگو[نیازمند منبع]
- ۲۰۰۲ - در اثر سقوط یک فروند جنگنده سوخو-۲۷ نیروی هوایی اوکراین هنگام اجرای پرواز نمایشی بر روی جمعیت تماشاچی در فرودگاه بین‌المللی لووف دانیلو هالیتسکی شهر لویو، ۸۳ نفر بر روی زمین کشته و بیش از ۵۰۰ تن دیگر زخمی شدند.
- ۲۰۲۱ - اجرای حکم آرمان عبدالعالی ؛ دوست ، قاتل و عامل جنایت قتل غزاله شکور و نهایتا به تعویق افتادن آن [۱]

## درگذشت‌ها
- ۱۷۸۹ - سلیم سوم، سلطان امپراتوری عثمانی
- ۲۰۱۵ - ابوبکر زین‌العابدین عبدالکلام، یازدهمین رئیس‌جمهور هند